# Gotham Knights (videojuego)
Gotham Knights es un videojuego de rol de acción de mundo abierto de 2022 desarrollado por WB Games Montréal y publicado por Warner Bros. Games. Inspirado en la serie de cómics Batman: Gotham Knights y basado en el personaje Batman de DC Comics y su elenco de apoyo, el juego se centra en los personajes Nightwing, Batgirl, Robin y Capucha Roja mientras intentan restaurar la justicia en Ciudad Gótica durante un período de decadencia inmediatamente después de la muerte de Batman. Mientras investigan los eventos que llevaron a la muerte de su mentor, los héroes se ven envueltos en un antiguo conflicto entre dos organizaciones secretas que luchan por el control de Gotham: la Corte de los Búhos y la Liga de las Sombras.
El videojuego se presenta desde la perspectiva de la tercera persona con un enfoque principal en el uso de las habilidades transversales y de combate de cada personaje jugable para derrotar a los enemigos y explorar el entorno. Los jugadores pueden moverse libremente por Gotham City, interactuar con personajes, emprender misiones y ganar puntos de experiencia y otros recursos para subir de nivel a sus personajes y equipo. Fuera de la historia, los jugadores pueden completar misiones secundarias para desbloquear contenido adicional y artículos coleccionables. También se incluye un modo multijugador cooperativo en línea, que permite que dos jugadores jueguen juntos en la campaña para un solo jugador mientras progresan en su propio juego.
Gotham Knights se lanzó para PlayStation 5, Windows y Xbox Series X/S el 21 de octubre de 2022. También se planearon versiones para PlayStation 4 y Xbox One, pero finalmente se cancelaron. Si bien el juego recibió críticas mixtas, su modo cooperativo y la caracterización de los personajes principales recibieron elogios.

## Jugabilidad
Gotham Knights es un juego de rol de acción ambientado en un mundo abierto Gotham City. El juego incluye cuatro personajes jugables: Nightwing, Batgirl, Robin y Red Hood; cada personaje tiene su propio estilo de juego y habilidades, como Robin quien puede teletransportarse a través del satélite de la Liga de la Justicia. Si bien puede para jugar solo, el juego también incluye un modo multijugador cooperativo, en el que el segundo jugador puede entrar y salir en cualquier momento sin afectar al otro. Los jugadores pueden subir de nivel a sus personajes, pero a sus enemigos también se nivelará automáticamente. También pueden usar el Batcycle para explorar la ciudad.

## Sinopsis

### Escenario y personajes
El juego se desarrolla en Gotham City, después de las muertes de Batman (con la voz de Michael Antonakos) y el comisionado de policía Jim Gordon, lo que ha provocado un aumento de la delincuencia y la corrupción policial. Los jugadores asumen el papel de los antiguos protegidos de Batman - Dick Grayson/Nightwing (Christopher Sean),Barbara Gordon/Batgirl (America Young),Tim Drake/Robin (Sloane Morgan Siegel), y Jason Todd/Red Hood (Stephen Oyoung) - mientras intentan continuar su legado protegiendo a Gotham al recibir un mensaje pregrabado de Batman.
Durante el juego, los Caballeros entran en conflicto con varios supervillanos, principalmente la Corte de los Búhos, una sociedad secreta que se remonta a la época colonial que busca apoderarse de Gotham con su legión de asesinos llamados Talons, y la Liga de las Sombras, liderada por Talia al Ghul (Emily O'Brien) después de la muerte de su padre Ra's al Ghul (Navid Negahban). Los Caballeros también tienen altercados con el Sr. Frío (Donald Chang), Harley Quinn (Kari Wahlgren), Cara de barro (Brian Keane), los Comandos Man-Bat y el Pingüino (Elias Toufexis). Starro (Mark Meer) hace una aparición en el modo "Asalto heroico".
Los personajes secundarios incluyen al ex mayordomo de Bruce, Alfred Pennyworth (Gildart Jackson), quien brinda asistencia técnica y apoyo moral a los Caballeros; la capitana de policía Renee Montoya (Krizia Bajos), una de las pocas policías honestas que quedan en Gotham; el tío de Bruce y rico industrial Jacob Kane (Tommie Earl Jenkins) y su esposa, la comisionada Catherine Kane (Liz Burnette); el ex empleado de Empresas Wayne convertido en director ejecutivo de Foxteca Lucius Fox (Peter Jay Fernandez); la presentadora de Gotham City News Noor Rashid (Zehra Fazal); el periodista Arturo Rodríguez (Mateo d'Amato), el alcalde de Gotham City, Brandon Tsai (David Shih); y Jada Thompkins (Keisha Castle-Hughes), hija de Leslie Thompkins, quien asumió la profesión de su madre como médico después de jubilarse.

### Argumento
Batman es emboscado en la Baticueva por Ra's al Ghul y resulta mortalmente herido. Sin posibilidad de victoria, Batman se encierra junto con Ra's en la Baticueva e inicia el protocolo de autodestrucción, matándolos a ambos. La muerte de Batman activa una contingencia de "Código Negro", que invoca a Nightwing, Batgirl, Red Hood y Robin. Como acto final, Batman lega una base de respaldo llamada Belfry, ubicada en la Torre del Reloj de Union Station, así como los archivos de todas sus investigaciones, diciéndoles a sus estudiantes que Gotham los necesitará más que nunca una vez que el submundo criminal note que Batman ha desaparecido. Decididos a continuar con la voluntad de Batman, los cuatro héroes se unen para formar los Caballeros de Gotham.
Con la ayuda de Alfred Pennyworth después del funeral al que asistió el tío de Bruce, Jacob Kane, los Caballeros ponen en funcionamiento el Campanario y persiguen a una de las pistas de Batman, un científico llamado Kirk Langstrom. Los Caballeros encuentran a Langstrom asesinado, así como un disco duro que contiene su investigación secreta. Al infiltrarse en la morgue del DPGC para recuperar la clave de cifrado de ADN de Langstrom, se encuentran con Talia al Ghul, quien incinera el cuerpo de Ra's y advierte a los Caballeros que la Liga de las Sombras pronto atacará Gotham. Los Caballeros luego reciben un mensaje de Harley Quinn, quien ha estado investigando otra pista para Batman mientras estaba encerrada en la Penitenciaría Blackgate. Los Caballeros recuperan su información y descubren evidencia de una conspiración de siglos de duración donde varios criminales violentos fueron liberados anticipadamente de Blackgate después de que los testigos de sus crímenes fueron asesinados misteriosamente, siendo Langstrom la última víctima. Los Caballeros confrontan entonces al Pingüino, sospechando que está involucrado en la conspiración. El Pingüino les habla de la existencia de la Corte de los Búhos, una sociedad secreta que supuestamente gobierna Gotham desde las sombras, y les ordena que investiguen al ultraélite Club de los Poderes. Los Caballeros se infiltran en el Club de Poderes, descubren la existencia de la Corte de los Búhos y logran escapar con una vieja llave. Al percatarse de que Batman había estado investigando en secreto la Corte, los Caballeros buscan toda la información posible, pero solo logran descubrir que la Corte supuestamente busca la Fuente de la Juventud. Los Caballeros usan la llave para acceder a una mina secreta debajo de Gotham, donde la Corte ha estado sintetizando un compuesto llamado Dionesium, una versión diluida de un Pozo de Lázaro, que usan para crear súper soldados no muertos llamados Talons. Talia revela que la Liga ha estado observando a la Corte y se están preparando para destruir todo Gotham solo para eliminarlos, y aconseja que los Caballeros derroten a la Corte antes de que la Liga pueda movilizarse. Los Caballeros se infiltran en una fiesta de máscaras en el Hotel Orchard organizada por la Corte. Al enterarse de que la madre del Pingüino, Constance Cobblepot, es miembro, los Caballeros descubren la identidad de su líder (que tiene el título de Voz de la Corte) y se sorprenden al descubrir que es Jacob Kane. Kane revela que sabía que Bruce era Batman y que también conoce las identidades secretas de los Caballeros, y les advierte que no interfieran en sus planes. Los Caballeros se ven obligados a huir cuando los asesinos de la Liga atacan la mascarada, masacrando a muchos miembros de la Corte, excepto a Kane, Constance y aquellos que evadieron los ataques. Los Caballeros continúan investigando la Corte, lo que retrasa sus planes de despertar un ejército de Garras para apoderarse de Gotham.
Habiendo reunido suficiente evidencia para implicar a Kane, los Caballeros solicitan la ayuda de Renee Montoya, una detective confiable del GCPD, y le revelan sus verdaderas identidades como muestra de confianza. Montoya acepta entregar una orden de arresto y detener a Kane, siempre y cuando los Caballeros puedan sacarlo de su cuartel general fortificado en Industrias Kane. Los Caballeros rompen las defensas y capturan a Kane, pero Talia lo asesina antes de que pueda ser detenido. Talia revela que manipuló a los Caballeros para que desmantelaran la Corte y ahora planea liderar a la Liga para purgar Gotham de toda corrupción.
Los Caballeros siguen el rastro de Talia hasta las ruinas del Asilo Arkham, donde descubren que la Liga se ha apropiado de la investigación de Langstrom y del agua del Pozo de Lázaro para crear Hombres Murciélago mutantes. Tras lidiar con los Hombres Murciélago, los Caballeros siguen a la Liga a través de una red de túneles bajo el Cementerio de Gotham, donde encuentran un Pozo de Lázaro bajo las ruinas de la Baticueva. Talia luego revela que había robado el cuerpo de Bruce y lo había revivido en el Pozo de Lázaro, usando sus poderes para lavarle el cerebro y convertirlo en el próximo líder de la Liga. Los Caballeros logran liberar a Bruce del lavado de cerebro con un alcance emocional y derrotan a Talia, obligándola a retirarse. Sin embargo, los miembros de la Corte, liderados por una nueva Voz de la Corte, llegan para reclamar el Pozo de Lázaro, lo que incita a Bruce a sacrificarse para destruir el Pozo embistiéndolo con la Batiala.
Tras el incidente, Talia y la Liga abandonan Gotham, dejando solo a unos pocos asesinos para hostigar a los héroes. La Corte se esconde y continúa conspirando en la sombra. Para tranquilizar a la gente de Gotham mientras planean exponer a Kane, los Caballeros hacen un discurso público declarando que la ciudad está bajo su protección.